# Nach uns die Sintflut (Album)
Nach uns die Sintflut ist das erste Livealbum der deutschen Punkrock-Band Die Ärzte. Es erschien am 27. Oktober 1988 und war das letzte Album vor der zeitweiligen Trennung.

## Hintergrund
Nach uns die Sintflut erschien als Dreifach-12"-Vinyl und Doppel-CD sowie Doppel-MC und erreichte Platz eins der deutschen Albumcharts (als erstes Dreifachalbum überhaupt). Es hielt sich insgesamt 33 Wochen in den deutschen Top 100 und erzielte Platin-Status.
Nach dem Livealbum erschien auch noch ein zweiteiliges Live-Video zur Tour. Die Live-Version von Zu spät, mit einem Medley damals aktueller Chart-Hits als Intro, wurde als Single veröffentlicht und erreichte Platz 25 der deutschen Single-Charts.
Der ersten Auflage des Albums war die Bonus-Single Der Ritt auf dem Schmetterling beigelegt. Bei diesem Titel handelte es sich um eine Live-Version des indizierten Stückes Geschwisterliebe, bei der die Band nur den Instrumentalteil spielte und das Publikum den indizierten Text sang. Das Lied wurde als Bonus-Single beigelegt, damit im Falle einer Indizierung nicht das komplette Album hätte neu gepresst werden müssen, sondern lediglich die Single aus der Verpackung hätte entfernt werden können. Der zweiten Auflage des Albums war Der Ritt auf dem Schmetterling nicht mehr beigelegt.
Bevor Die Ärzte Claudia III, auf dem Cover nur als „Claudia“ vermerkt, spielten, hielten sie eine ca. zweieinhalbminütige Ansprache und ließen sich dort über die Mitarbeiter der Bundesprüfstelle für jugendgefährdende Schriften (BPjS) aus, der heutigen Bundeszentrale für Kinder- und Jugendmedienschutz, die zuvor Alben der Ärzte auf den Index für jugendgefährdende Schriften hatte setzen lassen, darunter auch das Album Debil wegen des darauf enthaltenen Liedes Claudia hat ’nen Schäferhund.
Komplett vor Publikum aufgenommen wurde das Album allerdings nicht. Da das Headset-Mikrofon, das Bela B. stets auf der Bühne verwendete, zu schlecht war, um seinen Gesang veröffentlichen zu können, wurden alle Gesangsparts von Bela B. von ihm nachträglich im Studio neu eingesungen. Um den Aufnahmen im Studio trotzdem ein wenig Live-Ambiente zu verleihen, sang er alle Lieder in nur einem Take durch. Darüber hinaus hörte er das Playback nicht (wie im Studio sonst üblich) über Kopfhörer, sondern über extra laut aufgedrehte Lautsprecher.
Im Zuge der Veröffentlichung des Livealbums entschloss man sich dazu, zwei bis dato unveröffentlichte Titel, die auf vergangenen Touren, nicht jedoch auf dieser Tour, live gespielt wurden, letztendlich doch noch zu veröffentlichen (Uns geht’s prima und Ich bin wild). Man griff hierfür auf Soundcheck-Aufnahmen zurück, die während der 88er-Tour gemacht wurden, und unterlegte diese teilweise mit Live-Applaus, damit sie sich klangtechnisch besser in Nach uns die Sintflut einfügen konnten.

## Titelliste
| Disc 1 / Seiten 1, 2 & 3 1. Ouvertüre zum besten Konzert der Welt (Bela B., Farin Urlaub) – 1:34 2. Radio brennt (Bela B., Farin Urlaub / Farin Urlaub) – 2:26 3. Mädchen (Farin Urlaub) – 2:32 4. Frank’n’Stein (Bela B.) – 2:04 5. Ohne dich (Farin Urlaub) – 2:02 6. Blumen (Bela B.) – 3:01 7. Sweet Sweet Gwendoline (Farin Urlaub) – 2:04 8. Alleine in der Nacht (Bela B.) – 2:31 9. Außerirdische (Farin Urlaub) – 2:16 10. Buddy Holly’s Brille (Farin Urlaub) – 3:48 11. Popstar (Bela B.) – 3:07 12. El Cattivo (Farin Urlaub) – 2:46 13. Madonnas Dickdarm (Bela B., Hagen Liebing, Farin Urlaub / Farin Urlaub) – 1:53 14. Dein Vampyr (Bela B.) – 2:31 15. Siegerin (Bela B.) – 2:10 16. Westerland (Farin Urlaub) – 3:41 17. 2000 Mädchen (Bela B., Farin Urlaub / Farin Urlaub) – 2:51 18. Mysteryland (Bela B.) – 3:24 19. Du willst mich küssen (Farin Urlaub) – 2:59 20. Gute Zeit (Bela B.) – 2:56 21. Helmut K. (Bela B., Hagen Liebing, Farin Urlaub) – 2:11 22. Wie am ersten Tag (Farin Urlaub) – 2:51 | Disc 2 / Seiten 4, 5 & 6 1. Wer hat an der Uhr gedreht? (Fred Strittmatter, Quirin Amper Jr. / Eberhard Storeck) – 0:30 2. Medley: - When Will I Be Famous (The Brothers) – 0:39 - Tell It to My Heart (Seth Swirsky) – 0:17 - Whenever You Need… (Stock, Aitken and Waterman) – 0:09 - I Should Be So Lucky (Stock, Aitken and Waterman) – 0:07 - My Bed Is Too Big (Dieter Bohlen) – 0:10 - Born to Love (Melloni, Turratti, Chieregato, Beecher) – 0:06 - Kiss (Prince) – 0:15 - Zu spät (Farin Urlaub) – 3:55 - Blueprint (K. Franck) – 0:23 3. Elke (Farin Urlaub) – 3:53 4. Ist das alles? (Bela B.) – 3:05 5. Claudia III (Bela B., Hagen Liebing, Farin Urlaub) – 4:58 6. Radio Rap (Bela B., Farin Urlaub / Farin Urlaub) – 2:31 7. Roter Minirock (Farin Urlaub, Hans Runge / Farin Urlaub, Hans Runge) – 2:01 8. Scheißtyp (Bela B.) – 2:17 9. Sie kratzt (Farin Urlaub) – 2:10 10. Teenager Liebe (Farin Urlaub) – 2:36 11. Vollmilch (Farin Urlaub) – 2:15 12. Ich bin wild (Bela B., Farin Urlaub / Farin Urlaub) – 3:34 13. Uns geht’s prima (Farin Urlaub) – 1:48 14. Sprüche – 18:50 15. ♀ (Feminin) (Farin Urlaub) – 10:02 |
| Bonus-Single 1. Der Ritt auf dem Schmetterling (Farin Urlaub) – 4:05 (instrumental) | |